# RED (film)
A RED (eredeti cím: RED)  2010-ben bemutatott amerikai akcióvígjáték, kémfilm-paródia. Főszereplők Bruce Willis, Mary-Louise Parker, John Malkovich, Morgan Freeman, Helen Mirren, Karl Urban, Brian Cox.
A film címe Frank Moses, volt ügynök (Bruce Willis) titkos aktáján szereplő rövidítés, kifejtése: „Retired, Extremely Dangerous” („nyugalmazott, különösen veszélyes”).

## Rövid történet
Amikor egy egykori titkos ügynök békés életét egy csúcstechnológiás bérgyilkos fenyegeti, Frank Moses  újra összeállítja régi csapatát, hogy túljárjon a támadók eszén és leleplezze a megbízóikat.

## Cselekmény
|  | Alább a cselekmény részletei következnek! |

Frank Moses (Bruce Willis), valamikori titkos CIA ügynök csendesen éli nyugdíjas napjait Cleveland egyik kertvárosában. Magányosan él, az egyetlen kapcsolatot a külvilággal azok a telefonhívások jelentik, amiket Frank kezdeményez a nyugdíjintézet Kansas City-ben (Missouri állam) dolgozó, kedves hangú ügyintézőjével, Sarah Ross-szal (Mary-Louise Parker), akinek mindig azt az átlátszó hazugságot mondja, hogy a csekkje nem érkezett meg (Frank ezeket eltépi és kidobja). Ugyanakkor meghallgatja Sarah aktuális, romantikus könyvajánlatát, amit később ő maga is elolvas.
Frank minden nap edz az otthonában, bokszol és súlyt emel.
Egyik hajnalban, amikor valamikor fél négy körül kimegy a fürdőszobába, a házat kommandósok szállják meg, akik azonban sehol nem találják Franket. Ő csendben, gyorsan és erőfeszítés nélkül mindegyikükkel végez. Egy marék lőszert serpenyőbe tesz, ami alatt meggyújtja a gázt. Amikor a lövedékek begyulladnak és „lövöldözni kezdenek”, a házat körülvevő további fegyveresek hosszan tartó zárótüzet zúdítanak a házra, aminek a szerkezete is megrendül. Frank addigra észrevétlenül távozott. Feltételezve, hogy a telefonját lehallgatták, Kansas Citybe megy, hiszen bármiről is van szó, Sarah ártatlan, de életveszélyben van. Mivel észrevétlenül behatol a nő lakásába, ő ellenségesen fogadja. Frank ezért kénytelen a nő száját egy ragasztószalaggal leragasztani és autójában magával viszi egy motel (szálláshely)ba.
Eközben megtudjuk, hogy William Cooper (Karl Urban) CIA-ügynök azt a megbízást kapja, hogy kutassa fel és ölje meg Frank Mosest.
Frank elhatározza, hogy felkeresi néhány egykori társát, hogy a segítségükkel megtalálja, kik és miért akarják megölni. Először New Orleansba megy, ahol egykori mentora és segítője öregek otthonában él. Joe Matheson (Morgan Freeman) elmondja neki, hogy nyolcvanéves, és gyógyíthatatlan stádiumban lévő májrákja van. Frank ez előtt kényszerűségből újból leragasztja Sarah száját és kezeit egy motelszobában az ágyhoz kötözi. Sarah küzd, megpróbál kiszabadulni a kötelékeiből, ami sikerül is neki. Ekkor a rendőrséget hívja. Amikor egy rendőr erőszakkal magával akarja vinni, megérkezik Frank és harcképtelenné teszi a rendőrt, majd elhajtanak a rendőrségi gépkocsin.
Joe elmondta neki, hogy valószínűleg ugyanaz a kommandós csapat megölte a The New York Times riporternőjét.
A Frank által vezetett rendőrautóba váratlanul belerohan Cooper, akinek kocsijára Frank több lövést lead, majd a rendőrök segítségét kéri, akik elfogják Coopert (nem sokkal később nyilván elengedik, amikor igazolja magát).
Frank és Sarah egy könyvben a riporternő által hátrahagyott listát talál, ami személyek neveit tartalmazza. A listán lévők többsége erőszakos halált halt, de néhányuk még életben van.
A listán szerepel Marvin Boggs (John Malkovich), Frank ismerőse, szintén egykori titkos ügynök, és paranoid összeesküvés-elmélet hívő, aki további hasznos információkkal látja el őket, és csatlakozik hozzájuk a keresésben.
Marvin szerint a listán szereplők valamennyien részt vettek egy 1981-es, titkos akcióban Guatemalában, ahol ártatlan civileket mészárolt le a csapat egyik tagja. A listán lévő egyik személy, Gabriel Singer (James Remar) pilóta még életben van. Felkeresik és beszélni kezdenek vele a légi irányítótoronyban, hol Singer elmondja, hogy neki egy személyt kellett elszállítania a helyszínről a mészárlás után. Ekkor egy helikopterből lövésekkel árasztják el őket, melyben Singer meghal, ők azonban leszedik a támadóikat, akiket Cooper műholdas felvételeken figyel.
Frank felkeresi az orosz nagykövetséget, azon belül egykori ellenségét, Iván Szimanov (Brian Cox) titkos ügynököt, hogy tervrajzokat és kódokat kérjen tőle a CIA főhadiszállására való behatoláshoz. Frank és Sarah katonai egyenruhába öltözve megszerzi a guatemalai akció dokumentumát, de Frank közelharcba keveredik Cooperral. Mindketten megsérülnek, de Frank elterelésként tüzet okoz, majd tűzoltóruhába bújik, így sikerül kimenekülniük az épületből. Kint egy mentőautóval Marvin várja őket, és valaki egy pisztolyt tart a fejéhez. Szerencsére Joe az, aki csatlakozik a csapathoz. Mivel Frank golyót kapott, ezért egykori társnőjükhöz, Victoriához mennek (Helen Mirren), aki összevarrja a sebet és szintén lelkesen felajánlja a segítségét.
A dosszié átnézése után megállapítják, hogy csak egyetlen férfi van rajta a riporternő listáján, aki azonban nincs megemlítve a dossziéban, ezért elhatározzák, hogy felkeresik egy erdőben álló házában. Ő Alexander Dunning (Richard Dreyfuss), aki szintén sokat ad a saját biztonságára.
Victoria egy távcsöves puskával fedezi őket Sarah társaságában, miközben a három férfi ragasztószalaggal egy székhez rögzíti Alexandert. Változatos és fájdalmas kínzással való fenyegetés után hajlandó elmondani, hogy az akció után az egyetlen cél az volt, hogy a jelenlegi amerikai alelnökjelöltet (Robert Stanton Julian McMahon) eltávolítsák a helyszínről és az erről tudó személyek likvidálása emiatt történik. Stanton annak idején forrófejű, fiatal hadnagy volt, és amikor begőzölt, egymaga mészárolta le egy falu civil lakosságát, társai nem tudták visszatartani. Stanton szeretné meg nem történtté tenni az esetet, ezért ölet meg mindenkit, aki tudott róla.
Ekkor megérkezik Cooper és az FBI, körbeveszik a házat. Cooper telefonon felszólítja Franket, hogy jöjjön ki a házból. Frank elmondja neki, hogy Stanton egy gyilkos, amiért felelnie kell. Cooper megígéri, hogy Franknek nem esik bántódása, és ha beviszi, elmondhatja, hogy mit tud az ügyről.
Kabátba öltözött, magas, kalapot viselő lép ki a házból, akinek az arca nem látszik. Nemsokára egyetlen lövés dörren, ami Coopert is meglepi, a férfi összeesik. Kiderül azonban, hogy nem Frank az, aki meghalt, hanem Joe, aki feláldozta magát a barátjáért. A kis csapat eközben menekül, lőnek rájuk, Sarah fogságba esik. A menekülésben Iván Szimanov segít az autójával. Iván még mindig gyengéd érzelmeket táplál Victoria felé, akivel valamikor régen szerették egymást. Victoria annak idején a szerelme jeléül három golyót lőtt a férfi mellkasába, amikor azt a parancsot kapta, hogy ölje meg. Iván tisztában van vele, hogy ha a nő meg akarta volna ölni, akkor egyszerűen fejbelövi.
Frank felhívja Coopert és megfenyegeti, hogy ha Sarahnak bántódása esik, akkor megöli Cooper két kisgyerekét és a feleségét. Amikor bemérik a hívást, az Cooper házának címét adja ki. Frank hozzáteszi, hogy meg fogja ölni Stantont.
A csapat, Ivánnal együtt ünnepi ruhába öltözik, és szabályos meghívóval behatol a Stanton kampányához szervezett adománygyűjtő estre. Egy jól megtervezett akció során elrabolják Stantont. Frank felhívja Coopert és felajánlja, hogy átadja Stantont Sarah ellenében, amibe Cooper belemegy. A találkozó egy elhagyott raktárfélében zajlik le, ahova Dunning is megérkezik és rövid beszélgetés után lelövi Stantont. Kiderül, hogy Dunning volt az „ész”, aki a merényletek megtervezése mögött állt és Stanton csak az ő bábuja volt. A találkozón Cooper főnöknője, Cynthia Wilkes (Rebecca Pidgeon) is jelen van, aki parancsot ad Coopernek, hogy bilincselje meg Franket. Ő ezt meg is teszi, de a férfi kezébe csúsztatja a bilincs kulcsát. Cooper megundorodik Dunning és Wilkes korrupt viselkedésétől, és lelövi a nőt. Ekkor Marvin és Victoria lelövi Dunning testőreit, mielőtt azok fel tudnák fogni, hogy mi történt. Frank egy mozdulattal eltöri Dunning légcsövét. Cooper egyetért abban, hogy futni hagyja Franket és a csapat többi tagját. Az autóban Frank és Sarah csókolózni kezdenek, és alig várják, hogy közösen új életet kezdjenek.
Iván emlékezteti Franket, hogy tartozik neki egy szívességgel, ami egy nukleáris eszköz ellopását jelenti.
Néhány hónappal később Frank és Marvin Moldáviában egy mezőn menekül a rájuk lövöldöző katonák elől, Marvin női ruhában egy fából készült kézikocsiban ül, amit Frank tol.
|  | Itt a vége a cselekmény részletezésének! |

## Szereplők
| Színész            | Szerep                           | Magyar hang     |
| ------------------ | -------------------------------- | --------------- |
| Bruce Willis       | Frank Moses                      | Dörner György   |
| Mary-Louise Parker | Sarah Ross                       | Kökényessy Ági  |
| Morgan Freeman     | Joe Matheson                     | Reviczky Gábor  |
| Helen Mirren       | Victoria                         | Bánsági Ildikó  |
| John Malkovich     | Marvin Boggs                     | Mertz Tibor     |
| Karl Urban         | William Cooper                   | Nagy Ervin      |
| Julian McMahon     | Robert Stanton alelnökjelölt     | Dolmány Attila  |
| Ernest Borgnine    | Henry, az irattáros              | Makay Sándor    |
| Richard Dreyfuss   | Alexander Dunning                | Tordy Géza      |
| James Remar        | Gabriel Singer                   | Rosta Sándor    |
| Brian Cox          | Iván Szimanov                    | Hollósi Frigyes |
| Rebecca Pidgeon    | Cynthia Wilkes, Cooper főnöknője | Román Judit     |

## A film készítése
2008 júniusában a Summit Entertainment bejelentette, hogy tervezi a Warren Ellis és Cully Hamner által létrehozott RED című képregény filmadaptációját, a forgatókönyvet Erich és Jon Hoeber fivérek készítik.
A film producere Lorenzo di Bonaventura volt (G.I. Joe: The Rise of Cobra, Transformers).
2009 áprilisában Bruce Willis tárgyalt a Summit-tal a film főszerepe, Frank Moses alakításáról. 2009 júliusában Morgan Freeman tárgyalt egy szerepről, amit  Bruce Willis mellett kellett eljátszania. Ugyancsak 2009 júliusában Robert Schwentke, Az időutazó felesége és a Légcsavar rendezője a RED rendezéséről tárgyalt.
Robert Schwentke elmondta, hogy a képregény és a film jelentősen különböznek: „Tetszett a forgatókönyv, ami vicces volt, szemben a képregénnyel. Nem annyira erőszakos, mint a képregény. A képregény története nem tett volna ki egy kétórás filmet.”
2009 novemberében jelentették, hogy Helen Mirren is benne lesz a filmben. Ugyancsak 2009 novemberében tárgyalások folytak John C. Reilly és Mary-Louise Parker csatlakozásáról. Reilly egy visszavonult CIA-ügynököt játszott volna, aki nagyon paranoiás és azt hiszi, hogy mindenki meg akarja ölni. Parker szerepe lett a romantikus partner, aki ugyanakkor támogatja Franket az akciók során. Ugyanebben az időben tárgyaltak Julian McMahon, Ernest Borgnine, Richard Dreyfuss és Brian Cox csatlakozásáról a projekthez.
2010 októberében James Remar csatlakozásáról tárgyaltak, de a szerep akkor nem volt ismert. Ekkoriban csatlakozott Karl Urban is, mint „Cooper ügynök”. 2010 januárjában nyilvánosságra került, hogy John Malkovich fogja játszani a John C. Reilly-nek felajánlott szerepet, mert ő decemberben kilépett a projektből.
A film forgatása 2010. január 18-án kezdődött Torontóban (Kanada).
A filmet Toronto lakott területein forgatták mintegy kilenc héten át, majd  márciusban New Orleans következett kéthetes forgatással. További felvételek készültek a stáblista alatti képekhez Louisiana államban, 2010 augusztusában.

### Forgatási helyszínek
- New Orleans, Louisiana állam, USA
- Toronto, Kanada

## Fogadtatás

### Kritikai visszhang
A filmet többnyire pozitívan fogadták a kritikusok. Az amerikai filmkritikusok véleményét összegző Rotten Tomatoes 72%-ra értékelte 194 vélemény alapján.

### Díjak, jelölések
| díj              | kategória                                 | jelölt neve        | eredmény |
| ---------------- | ----------------------------------------- | ------------------ | -------- |
| Golden Globe-díj | Legjobb film – musical vagy vígjáték      |                    | Jelölve  |
| Satellite Award  | Legjobb film – musical vagy vígjáték      |                    | Jelölve  |
| Satellite Award  | Legjobb színész – musical vagy vígjáték   | John Malkovich     | Jelölve  |
| Satellite Award  | Legjobb színésznő – musical vagy vígjáték | Mary-Louise Parker | Jelölve  |
| 2010 Vits Awards | A zsűri választása                        |                    | Jelölve  |

## Házimozi-megjelenés
A RED Blu-ray és DVD hordozókon 2011. január 25-én jelent meg.

## A film folytatása
A film folytatását 2013. július 19-én mutatták be RED 2. címmel. Az első rész szereplői mellett Catherine Zeta-Jones és Anthony Hopkins is játszik a filmben.

## Fordítás
- Ez a szócikk részben vagy egészben  a   RED (film) című angol Wikipédia-szócikk fordításán alapul.  Az eredeti cikk szerkesztőit annak laptörténete sorolja fel. Ez a jelzés csupán a megfogalmazás eredetét és a szerzői jogokat jelzi, nem szolgál a cikkben szereplő információk forrásmegjelöléseként.